# Вирнсхајм
Вирнсхајм (њем. Wiernsheim) општина је у њемачкој савезној држави Баден-Виртемберг. Једно је од 28 општинских средишта округа Енцкрајс. Према процјени из 2010. у општини је живјело 6.553 становника. Посједује регионалну шифру (AGS) 8236065.

## Географски и демографски подаци
Вирнсхајм се налази у савезној држави Баден-Виртемберг у округу Енцкрајс. Општина се налази на надморској висини од 366 метара. Површина општине износи 24,6 km². У самом мјесту је, према процјени из 2010. године, живјело 6.553 становника. Просјечна густина становништва износи 266 становника/km².

## Међународна сарадња
| Мјесто  | Држава  | Врста сарадње | Од    |
| ------- | ------- | ------------- | ----- |
|         | САД     | партнерство   | 1980. |
|         | Турска  | партнерство   | 1997. |
| Пинаска | Италија | партнерство   | 1982. |
| Извор   |         |               |       |